# Sveža klobasa
Sveža klobasa je mesni izdelek, ki se dobi s  polnjenjem črev ali drugih naravnih ali umetnih ovojev z zmesjo drobno sesekljanega mesa in dodatkov.
Goveje  ali svinjsko meso, iz katerega  navadno izdelujejo sveže klobase, očistijo od kosti in ga nato zmeljejo v kašo. Dodajo še mesno testo, slanino, ki je lahko zmleta ali pa narezana na koščke, ter razne dišave in nato s to zmesjo polnijo čreva. Mesno testo je izdelujejo iz popolnoma svežega, to je še toplega mesa, kateremu dodajo še česen, sol in okrog 40% mrzle vode. Po okoli 4 urah zorenja lahko dodajo mesno testo ostalemu mesu. Sveže klobase vsebujejo od 45 - 65% vode.
Sveže klobase se zaradi velikih količin vode zelo hitro pokvarijo. Dobre klobase te vrste ne smejo biti razpokane, površina mora biti suha, napeta, elastična in naravne barve. Vsebina je vseskozi enakomerna in se lepo prilega črevesu. Vonj in okus sta značilna za posamezno zvrst. Sveže klobase ohranijo svojo kakovost le kratek čas in jih zato ne skladiščijo.
Med sveže klobase spadajo: 
- hrenovke
- safalade
- pariška klobasa
- posebna klobasa
- tlačenke
- krvavice
- pečenice
- pljučnice
- jetrnice
- kašnate - iz ajdove kaše ali bele klobase